# Joe Gage
Joseph Lloyd Gage – walijski bokser, amatorski medalista mistrzostw Unii Europejskiej Odense 2009oraz mistrz Walii w kategorii do 51kg (2009).